# Pishill
Pishill – osada w Anglii, w regionie South East England, w hrabstwie Oxfordshire, w dystrykcie South Oxfordshire, w parafii cywilnej Pishill with Stonor. Leży około 8 km od Henley-on-Thames w dolinie Stonor na Chiltern Hills na wysokości 130 m n.p.m.

## Historia

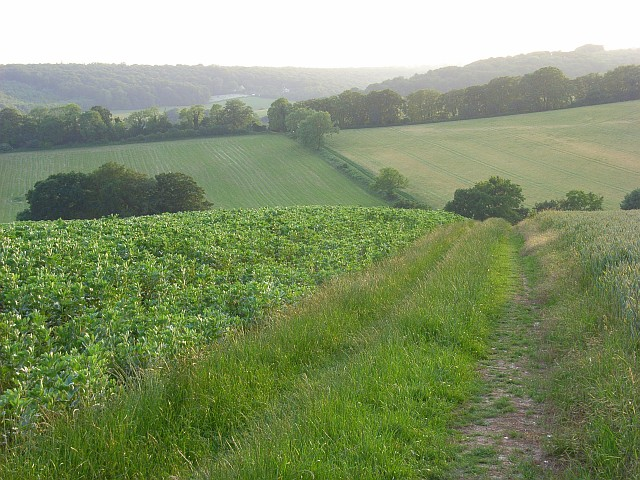
Trasa piesza w pobliżu Pishill

Nazwa osady pochodzi od łacińskiego słowa pisum oznaczającego groch i odnosi się do wielu plantacji grochu, które dawniej istniały na tym obszarze.
Wezwanie anglikańskiego kościoła parafialnego nie jest znane. Budynek został wzniesiony w XI wieku w stylu normandzkim, lecz w 1854 roku został poddany przebudowie. Jeden z witraży został wykonany w 1967 roku przez Johna Pipera, który przez wiele lat mieszkał w Fawley Bottom (Buckinghamshire), miejscowości oddalonej około 4 km od Pishill.
Na południowy zachód od kościoła parafialnego znajduje się stary budynek gospodarczy z XIII-wiecznym zamurowanym oknem. Może być on związany z rodziną D'Oyley z Oksfordu, która w 1406 roku otrzymała pozwolenie na budowę kaplicy przy swoim nieistniejącym już dworze w Pishill.
Rodzina Stonorów ze Stonor Park położonego 1,6 km od Pishill odmawiała uczestnictwa w nabożeństwach anglikańskich zarówno w trakcie, jak i po angielskiej reformacji. Dzięki współdziałaniu rodziny Stonorów oraz księży jezuitów, którzy wspierali okolicznych mieszkańców w XVI, XVII i XVIII wieku, wiele rodzin z Pishill mogło pozostać wyznania rzymskokatolickiego. W 1878 roku Kościół Anglii urzędujący w Pishill odnotował, że jedna trzecia z 200 parafian deklarowała wyznanie rzymskokatolickie.
Pishill było osobną parafią cywilną do roku 1922, kiedy to uczyniono go częścią nowo utworzonej parafii cywilnej Pishill with Stonor.

## Udogodnienia
W Pishill znajduje się XV-wieczny pub, The Crown Inn.